# Martin Hinrich Carl Lichtenstein taxonjai

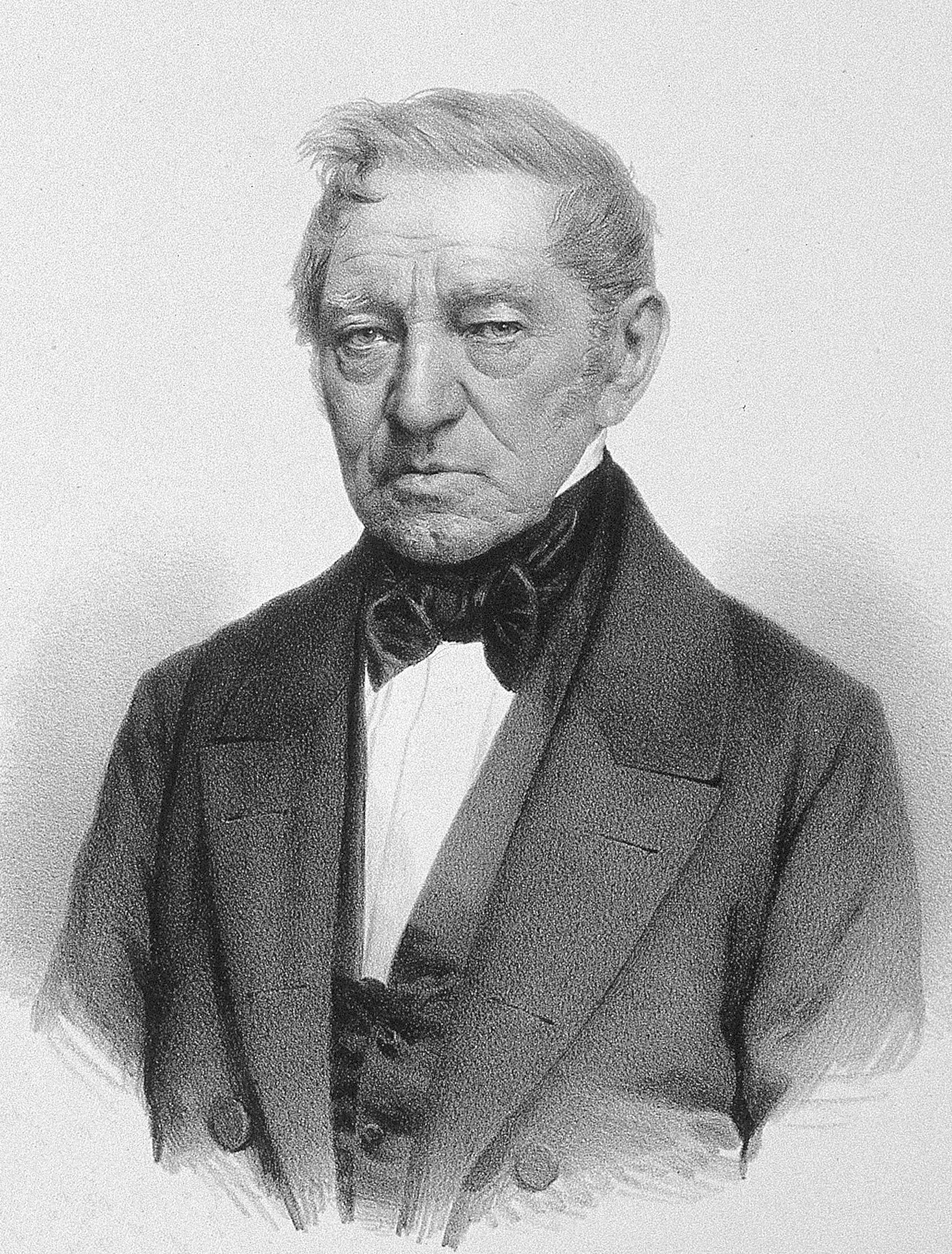
Martin Hinrich Carl Lichtenstein

Ezen a listán azok a taxon nevek szerepelnek, amelyeket Martin Hinrich Carl Lichtenstein (1780–1857) alkotott. Azok a taxon nevek, amelyek nincsenek belinkelve, manapság csak szinonimaként használtak (az alábbi lista nem teljes):

## Emlősök
- impala (Aepyceros melampus) (Lichtenstein, 1812)
- Antilope melampus Lichtenstein, 1812 - impala
- Aepyceros melampus melampus Lichtenstein, 1812
- gnú (Connochaetes) Lichtenstein, 1812
- Antilope leucophaea (Lichtenstein, 1814) - kék lóantilop
- Bubalis leucophaea (Lichtenstein, 1814) - kék lóantilop

## Madarak

### Sarlósfecske-alakúak
- afrikai pálmasarlósfecske (Cypsiurus parvus) (Lichtenstein, 1823)
- Cypselus parvus Lichtenstein, 1823 - afrikai pálmasarlósfecske
- Cypsiurus parvus parvus (Lichtenstein, 1823)

### Lilealakúak
- tűzföldi lile (Charadrius modestus) Lichtenstein, 1823
- Zonibyx modestus Lichtenstein, 1823 - tűzföldi lile
- fehérfarkú lilebíbic (Vanellus leucurus) Lichtenstein, 1823
- Charadrius leucurus Lichtenstein, 1823 - fehérfarkú lilebíbic

### Újvilági keselyűalakúak
- Coragyps atratus foetens Lichtenstein, 1817

### Harkályalakúak
- sávoscsőrű törpetukán (Selenidera maculirostris) (Lichtenstein, 1823)
- Pteroglossus maculirostris Lichtenstein, 1823 - sávoscsőrű törpetukán

### Verébalakúak

#### Varjúfélék
- fokföldi varjú (Corvus capensis) Lichtenstein, 1823
- Corvus capensis capensis (Lichtenstein, 1823)

#### Sárgarigófélék
- feketefejű sárgarigó (Oriolus larvatus) (Lichtenstein, 1823)

#### Pacsirtafélék
- sivatagi pacsirta (Ammomanes deserti) (Lichtenstein, 1823)
- Alauda deserti Lichtenstein, 1823 - sivatagi pacsirta
- Ammomanes deserti deserti (M. H. K. Lichtenstein, 1823)
- Eremopterix leucotis melanocephalus (M. H. K. Lichtenstein, 1823)

#### Díszpintyfélék
- korallcsőrű asztrild (Estrilda troglodytes) (Lichtenstein, 1823)
- Fringilla troglodytes Lichtenstein, 1823 - korallcsőrű asztrild
- sötétvörös amarant (Lagonosticta rubricata) (Lichtenstein, 1823)
- Fringilla rubricata Lichtenstein, 1823 - sötétvörös amarant
- Lagonosticta rubricata rubricata (Lichtenstein, 1823)

#### Pintyfélék
- trombitás sivatagipinty (Bucanetes githagineus) (Lichtenstein, 1823)
- Fringilla githaginea Lichtenstein, 1823 - trombitás sivatagipinty
- Bucanetes githagineus githagineus (M. H. K. Lichtenstein, 1823)
- feketecsőrű sivatagipinty (Rhodospiza obsoleta) (Lichtenstein, 1823)
- Fringilla obsoleta Lichtenstein, 1823 - feketecsőrű sivatagipinty

#### Fecskefélék
- sivatagi szirtifecske (Ptyonoprogne fuligula) (Lichtenstein, 1842)
- Hirundo fuligula Lichtenstein, 1842 - sivatagi szirtifecske
- Ptyonoprogne fuligula fuligula (M. H. K. Lichtenstein, 1842)

#### Gezerigófélék
- fehérarcú gezerigó (Mimus saturninus) (Lichtenstein, 1823)
- Turdus saturninus Lichtenstein, 1823 - fehérarcú gezerigó
- Mimus saturninus saturninus (Lichtenstein, 1823)

#### Légykapófélék
- gyászos hantmadár (Oenanthe lugens) (Lichtenstein, 1823)
- Saxicola lugens Lichtenstein, 1823 - gyászos hantmadár
- Oenanthe lugens lugens (Lichtenstein, 1823)
- rozsdás hantmadár (Oenanthe moesta) (Lichtenstein, 1823)
- Saxicola moesta Lichtenstein, 1823 - rozsdás hantmadár
- Oenanthe moesta moesta (Lichtenstein, 1823)

#### Cinegefélék
- Parus major bokharensis Lichtenstein, 1823

#### Verébfélék
- barnahátú aranyveréb (Passer luteus) (Lichtenstein, 1823)
- Fringilla luteus Lichtenstein, 1823 - barnahátú aranyveréb

#### Bülbülfélék
- Pycnonotus barbatus arsinoe (M. H. K. Lichtenstein, 1823)

#### Tangarafélék
- Hemithraupis flavicollis melanoxantha (M. H. K. Lichtenstein, 1823)

#### Földihangyászfélék
- Chamaeza campanisona (Lichtenstein, 1823)
- Myiothera campanisona Lichtenstein, 1823 - Chamaeza campanisona
- Chamaeza campanisona campanisona (Lichtenstein, 1823)

#### Fazekasmadár-félék
- sarlóscsőrű fahágó (Campylorhamphus trochilirostris) (Lichtenstein, 1820)
- Dendrocolaptes trochilirostris Lichtenstein, 1820 - sarlóscsőrű fahágó
- Campylorhamphus trochilirostris trochilirostris (Lichtenstein, 1820)
- Dendrocincla merula (Lichtenstein, 1820)
- Dendrocolaptes merula Lichtenstein, 1820 - Dendrocincla merula
- Dendrocincla merula merula (Lichtenstein, 1820)
- Dendrocolaptes picumnus Lichtenstein, 1820
- Dendrocolaptes picumnus picumnus Lichtenstein, 1820
- fehérszalagos fazekasmadár (Furnarius figulus) (Lichtenstein, 1823)
- Turdus figulus Lichtenstein, 1823 - fehérszalagos fazekasmadár
- Furnarius figulus figulus (Lichtenstein, 1823)
- Lepidocolaptes squamatus (Lichtenstein, 1822)
- Dendrocolaptes squamatus Lichtenstein, 1822 - Lepidocolaptes squamatus
- Lepidocolaptes squamatus squamatus (Lichtenstein, 1822)
- Lochmias nematura (Lichtenstein, 1823)
- Myiothera nematura Lichtenstein, 1823 - Lochmias nematura
- Lochmias nematura nematura (Lichtenstein, 1823)
- Myrmoderus loricatus (Lichtenstein, 1823)
- Myiothera loricata  Lichtenstein, 1823 - Myrmoderus loricatus
- cseppfoltos fahágó (Xiphorhynchus guttatus) (Lichtenstein, 1820)
- Dendrocolaptes guttatus Lichtenstein, 1820 - cseppfoltos fahágó
- Xiphorhynchus guttatus guttatus (Lichtenstein, 1820)
- Xiphorhynchus obsoletus (Lichtenstein, 1820)
- Dendrocolaptes obsoletus Lichtenstein, 1820 - Xiphorhynchus obsoletus
- Xiphorhynchus obsoletus obsoletus (Lichtenstein, 1820)

#### Piprafélék
- sisakos pipra (Antilophia galeata) (Lichtenstein, 1823)
- Pipra galeata Lichtenstein, 1823 - sisakos pipra

#### Hangyászmadárfélék
- Drymophila squamata (Lichtenstein, 1823)
- Myiothera squamata Lichtenstein, 1823 - Drymophila squamata
- Herpsilochmus pileatus (Lichtenstein, 1823)
- Myiothera pileata Lichtenstein, 1823 - Herpsilochmus pileatus
- Mackenziaena severa (Lichtenstein, 1823)
- Lanius severus Lichtenstein, 1823 - Mackenziaena severa
- Sakesphorus luctuosus (Lichtenstein, 1823)
- Lanius luctuosus Lichtenstein, 1823 - Sakesphorus luctuosus
- Sakesphorus luctuosus luctuosus (Lichtenstein, 1823)
- vöröshátú hangyászgébics (Thamnophilus palliatus) (Lichtenstein, 1823)
- Lanius palliatus Lichtenstein, 1823 - vöröshátú hangyászgébics
- Thamnophilus palliatus palliatus (Lichtenstein, 1823)

#### Tityridae
- Pachyramphus marginatus (Lichtenstein, 1823)
- Todus marginatus Lichtenstein, 1823 - Pachyramphus marginatus
- Pachyramphus marginatus marginatus (Lichtenstein, 1823)
- Pachyramphus validus (Lichtenstein, 1823)
- Lanius validus Lichtenstein, 1823 - Pachyramphus validus
- Pachyramphus validus validus (Lichtenstein, 1823)

#### Királygébicsfélék
- bogyóevő tirannusz (Mionectes oleagineus) (Lichtenstein, 1823)
- Muscicapa oleaginea Lichtenstein, 1823 - bogyóevő tirannusz
- Mionectes oleagineus oleagineus (Lichtenstein, 1823)

### Papagájalakúak
- ausztrál királypapagáj (Alisterus scapularis) (Lichtenstein, 1818)
- Psittacus scapularis Lichtenstein, 1818 - ausztrál királypapagáj
- Alisterus scapularis scapularis (Lichtenstein, 1816)

### Gólyaalakúak
- Abdim-gólya (Ciconia abdimii) Lichtenstein, 1823
- Sphenorhynchus abdimii Lichtenstein, 1823 - Abdim-gólya
- jabiru (Jabiru mycteria) (Lichtenstein, 1819)